# Antiutopie
Antiutopie (též dystopie či kakotopie) je opak utopie, myšlenka fiktivní společnosti, která se vyvinula špatným směrem, má zásadní nedostatky (totalitní forma vlády, omezování osobní svobody) vzniklé přehnáním jednoho nebo více ideologických principů. Občané antiutopického světa jsou obvykle neskrývaně utlačováni politickým systémem.
S různými typy utopických a antiutopických společností se lze setkat v science fiction a dalších literárních dílech i dalších žánrech umění. Modelovou antiutopii lze také použít jako argumentační prostředek v politické diskusi.

## V literatuře
Jako antiutopii lze označit také literární žánr, který se zabývá fiktivní společností takovéhoto druhu. Za první antiutopie považuje Patrik Ouředník některé Aristofanovy hry (Ptáci, Ženský sněm), z latinské oblasti pak Lúkiánovy Pravdivé příběhy.
V české literatuře psal antiutopie např. Karel Čapek (román Válka s Mloky, kde se mloci vzbouří proti lidstvu a zlikvidují všechny pevniny, či hra R.U.R., ve které lidstvo vyhladí roboti). Neklidná poválečná a padesátá léta se v antiutopii reflektují např. v knize Eduarda Petišky, Cesta do země Lidivoni, ve které trosečník ztroskotá na pustém ostrově, kde král vydává rozporuplné příkazy ovlivňující všechny oblasti kultury. Ve světové literatuře je typickým příkladem literární antiutopie román 1984 George Orwella.

### Světově známé antiutopické romány
- William Golding: Pán much (1953)
- Karin Boyeová: Kallocain (1940)
- Ray Bradbury: 451 stupňů Fahrenheita (Fahrenheit 451, 1953)
- Ayn Randová: Atlasova vzpoura (1957)
- Anthony Burgess: Mechanický pomeranč (Clockwork Orange, 1962)
- Simon Clark: Noc trifidů – část společnosti Manhattanu žije v dystopii, části společnosti je prezentována jako utopie
- Karel Čapek: Válka s mloky (1935)
- Cory Doctorow: Little brother
- Philip K. Dick: Blade Runner: Sní androidi o elektrických ovečkách? a další
- Ladislav Fuks: Myši Natálie Mooshabrové
- Aldous Huxley: Konec civilizace (Brave New World, 1932)
- Kazuo Ishiguro: Neopouštěj mě (Never Let Me Go), (2005)
- Amélie Nothombová: Kyselina sírová (Acide sulfurique)
- George Orwell: 1984 (1949), Farma zvířat (1945)
- Robert Sheckley: Omega, planeta zla
- Jules Verne: Paříž ve dvacátém století, (napsáno 1863, vydáno až v roce 1994)
- Kurt Vonnegut: Mechanické piano
- Herbert George Wells: Stroj času a další
- Jevgenij Zamjatin: My (1920)
- Suzanne Collinsová: Hunger Games trilogie (2008–2010): Aréna smrti, Vražedná pomsta, Síla vzdoru
- James Dashner: série Labyrint (2009–2016)
- Veronica Rothová: Divergence trilogie (2012–2014): Divergence, Rezistence, Aliance
- Julianna Baggottová: Čistý trilogie (2014-2016): Čistý, Splynutí, Oheň
- Margaret Atwoodová: Příběh služebnice (1985)
- Dmitrij Gluchovskij: Metro 2033 (2005), Metro 2034 (2009), Metro 2035 (2015)

## Ve filmu
- Stanley Kubrick: Mechanický pomeranč (1971)
- George Lucas: THX 1138 (1971)
- George Miller: Šílený Max – série (původní trilogie: 1979 – 1885, sequely: 2015 a 2024)
- Ridley Scott: Blade Runner (1982) a Blade Runner 2049 (2017)
- Michael Radford: 1984 (Nineteen Eighty-Four, 1984)
- Terry Gilliam: Brazil (1985)
- Andrew Niccol: Gattaca (Gattaca, 1997)
- Kurt Wimmer: Equilibrium (2002)
- Michael Bay: Ostrov (2005)
- Michael Anderson: Loganův útěk (1976)
- Richard Fleischer: Soylent Green (1973)
- Mark Romanek: Neopouštěj mě (2010)
- Andrew Niccol: Vyměřený čas (2011)
- Neill Blomkamp: Elysium (2013)
- Gary Ross a Francis Lawrence: Hunger Games – série (2012–2015)
- Neil Burger: Divergence – série (2014–2017)
- Wes Ball: Labyrint: Útěk – série (2014–2018)
- James DeMonaco: Očista (2013)
- Mike Judge: Absurdistán (2006)
- Marco Brambilla: Demolition Man (1993)
- Juliusz Machulski: Sexmise (1983)

Seriály:
- Ergo Proxy, japonský anime seriál
- Příběh služebnice, americký seriál

## Ve hrách
- Deus Ex (série)
- BioShock (série)
- Mirror's Edge
- Papers, Please
- Half-Life 2 (série)
- We Happy Few
- Detroit: Become Human
- Cyberpunk 2077
- The Sims 3: Do budoucnosti
- Ghostrunner
- Metro 2033, Last Light, Exodus
- The Last of Us (série)